# 不信のとき
『不信のとき』（ふしんのとき）は、1967年に日本経済新聞で掲載された有吉佐和子による小説、およびそれを原作とした映画・ドラマ化作品である。

## 映画
1968年公開。大映製作・配給。本作のポスターの序列を巡って、田宮二郎が五社協定により映画界から追放される事態を招いた。詳細は田宮の項を参照。

### 出演者
- 米倉マチ子：若尾文子
- 浅井義雄：田宮二郎
- 浅井道子：岡田茉莉子
- 浅井義道：柳渉
- 米倉文子：中野ひろみ
- マユミ：加賀まりこ
- 小柳幾造：三島雅夫
- 小柳江美:松村ゆりか
- 中西：永井智雄
- 会長:秋月竜
- 社員:花布洋
- 社員:岡郁二
- 社員:井上大吾
- 社員:木島進介
- 社員:宗近一
- 社員:松山新一
- 社員:南堂正樹
- 社員：篠田三郎
- 女子社員:福原真理子
- 加代：原泉
- 石垣看護婦：目黒幸子
- 山川附添婦：菅井きん
- 川野附添婦:竹里光子
- 米倉常夫:佐山真次
- ハルミ:笠原玲子

- ヌードスタジオの女:山下三千代
- ヌードスタジオの女:横江弘子
- ヌードスタジオの女:千葉宏美
- ヌードスタジオの女:円地由利
- ジョルダンのマダム：長谷川待子
- ジョルダンのホステス:浜世津子
- ジョルダンのホステス:水木正子
- ジョルダンのホステス:一条淳子
- 高級クラブのホステス:白井玲子
- 高級クラブのホステス:赤沢未知子
- 高級クラブのホステス;藤野千佳子
- マントールのホステス:田中三津子
- マントールのホステス:甲千鶴
- マントールのホステス：八代順子
- 客A:大山健二
- 客B:伊東光一
- 看護婦:三島愛子
- 看護婦:中川八重子
- 運転手：三夏伸
- そば屋：山本一彦
- ことぶきの主人:谷謙一
- ことぶきの女中:八重垣路子
- 主婦:日高加月枝
- 望月千鶴子：岸田今日子
- 男の子:柳誠

### スタッフ
- 監督：今井正
- 製作：永田雅一
- 脚色：井手俊郎
- 企画:三輪孝仁、本田延三郎
- 撮影:小林節雄
- 音楽：冨田勲
- 美術:渡辺竹三郎
- 編集:鈴木東陽
- 録音:高橋温生
- スクリプター:柳沢英雄
- 照明:渡辺長治

## TVドラマ

### 1968年版
1968年4月4日 - 6月13日に日本テレビ放送網「夜のグランド劇場」枠にて放送された。

#### キャスト
- 浅井義雄：小林桂樹
- 浅井道子：草笛光子
- 米倉マチ子：三田佳子
- 小柳幾造：伴淳三郎
- マユミ：大信田礼子
- 根岸明美
- 福田公子
- 潮万太郎
- 館敬介
- 太刀川寛
- 岸輝子
- 阿部寿美子
- 九重ひろ子
- 高田敏江
- 木田三千雄
- 本山可久子
- 上田忠好
- 松井八千栄
- 宝生あやこ
- 山本圭子
- 千石規子
- 新村礼子
- 中村伸郎
- 藤代佳子
- ナレーター：渥美清

#### スタッフ
- 演出:津田昭、蒲生順一
- 脚本:北村篤子

### 1978年版
1978年10月2日 - 11月17日に東海テレビの昼ドラマ枠にて放送された。

#### キャスト
- 浅井静雄：長門裕之
- 浅井道子：茅島成美
- 米倉マチ子：白木万理
- 夏海千佳
- 初井言榮

#### スタッフ
- 監督:馬越彦弥、野崎貞夫
- 脚本:椎名龍治、白井更生

### 1984年版
有吉佐和子追悼特別番組として、1984年12月28日にフジテレビ「金曜女のドラマスペシャル」枠にて放送された。

#### キャスト
- 米倉マチ子：十朱幸代
- 浅井義雄：渡瀬恒彦
- 浅井道子：加賀まりこ
- 小柳幾造：伊東四朗
- マユミ：戸川純
- 美沙子：小林かおり
- 織本順吉

#### スタッフ
- 演出:真船禎
- 脚本:寺内小春

### 2006年版
『不信のとき〜ウーマン・ウォーズ〜』を参照。
| 日本テレビ系 木曜21:30 - 22:26枠                                     | 日本テレビ系 木曜21:30 - 22:26枠      | 日本テレビ系 木曜21:30 - 22:26枠        |
| 前番組                                                               | 番組名                                | 次番組                                  |
| -------------------------------------------------------------------- | ------------------------------------- | --------------------------------------- |
| 花しぼり ※21:30 - 22:00ノンフィクション劇場 （第2期） ※22:00 - 22:30 | 不信のとき                            | 恋しるからん                            |
| 日本テレビ系 夜のグランド劇場                                        |                                       |                                         |
| （なし）                                                             | 不信のとき                            | 恋しるからん                            |
| 東海テレビ制作 昼ドラマ                                              |                                       |                                         |
| 続・あかんたれ （1978.2.27 - 1978.9.29）                             | 不信のとき （1978.10.2 - 1978.11.17） | くれない心中 （1978.11.20 - 1979.1.19） |

## 舞台
1969年1月2日から2月27日まで芸術座で上演

### キャスト
- 米倉マチ子：岡田茉莉子
- 浅井義雄：小林桂樹
- 浅井道子：草笛光子
- 小柳幾造：市川中車
- マユミ：中山麻理
- 小柳勝代：一の宮あつ子
- バーのマダム：浦島千歌子

| スタブアイコン | サブスタブ | この項目は、まだ閲覧者の調べものの参照としては役立たない、文学に関連した書きかけの項目です。この項目を加筆・訂正などしてくださる協力者を求めています（P:文学、PJ:ライトノベル）。項目が小説家・作家の場合には{Writer-substub}を、文学作品以外の本・雑誌の場合には{Book-substub}を貼り付けてください。 |